# Bruno Claußen (Politiker)
Bruno Claußen (* 1946) ist ein deutscher Politiker (CDU).

## Leben
Claußen war von 1966 bis 1970 Soldat auf Zeit bei der Bundesmarine. Anschließend trat er der Hamburger Polizei bei. Dort war er Hauptkommissar im Reviervollzugsdienst und als Fachlehrer an der Landespolizeischule sowie im Personalrat tätig.
Er ist Mitglied der Deutschen Polizeigewerkschaft (DPolG) und seit 2006 pensioniert.

## Politik
Claußen war von 1998 bis 2000 Mitarbeiter des Arbeitsstabes der Enquete-Kommission Jugendkriminalität. Von 1993 bis 2004 war er Bezirksabgeordneter der Bezirksversammlung Wandsbek. Von März 2004 bis 2008 war er Mitglied der Bürgerschaft der Freien und Hansestadt Hamburg. Als Landtagsabgeordneter war er Mitglied des Eingaben- und des Innenausschusses.